# Tobias Baur
Tobias Baur (7 aprile 1995) è uno sciatore freestyle svizzero, specialista dello ski cross.

## Biografia
Attivo in gare FIS dal dicembre 2016, Tobias Baur ha debuttato in Coppa del Mondo il 6 dicembre 2019, giungendo 452º nello ski cross a Val Thorens. A San Candido, il 20 dicembre 2021, ha ottenuto il suo primo podio nel massimo circuito, classificandosi al 3º posto nella gara vinta dal francese Bastien Midol.
In carriera non ha mai debuttato né ai Giochi olimpici invernali né ai Campionati mondiali di freestyle.

## Palmarès

### Coppa del Mondo
- Miglior piazzamento nella Coppa del Mondo di ski cross: 19º nel 2021
- 2 podi:
  - 2 terzi posti